# Георги Попвасилев (журналист)
Георги Попвасилев е български спортен журналист, най-известен като коментатор на мачовете от Шампионска лига. Определян е за един от най-колоритните коментатори поради нестандартните си изказвания.

## Биография
Завършва режисура в Центъра за кино и телевизия в ГДР. Дебютира като сценарист и режисьор с новелата Лошо момче. Работи 7 години в българския киноцентър.
Започва кариерата си на журналист в БНТ след като печели конкурс в телевизията. Коментирал е мачовете от Световното първенство по футбол през 1998 г. След това е програмен директор на Ринг ТВ. Каналът е концентриран върху изцяло спортна програма, като през годините са излъчвани българското футболно първенство (А и Б група), шампионатите по футбол на Франция, Португалия, Нидерландия, Русия, Аржентина, европейските клубни турнири, волейболното първенство на Италия, баскетболната Евролига, Формула 1 и др. Водил е предаването за прогнози „Букмейкър“, като освен това коментира световните покер серии и Световната олимпиада по интелектуални спортове през 2011 г.
След като Ринг ТВ е закупен от bTV Попвасилев остава в каналите на медийната група като коментатор и продуцент. Коментира двубои от италианската Серия А и Шампионска лига. Бисерите му в ефира често са обект на публикации, като в сайта на bTV им е посветена и рубриката „Бисерите на Попвасилев“.
От март 2025 г. е коментатор в "SESAME Турнири на волята" по Нова телевизия заедно с Борислав Борисов.
Привърженик е на Левски и Байерн Мюнхен.